# Thiago Rodrigues (futebolista)
Thiago Rodrigues de Oliveira Nogueira (São Paulo, 20 de outubro de 1988), mais conhecido como Thiago Rodrigues ou Batman, é um futebolista brasileiro que atua como goleiro. Atualmente, defende o Goiás.[carece de fontes?]

## Carreira

### Categorias de base
Paulista, iniciou sua trajetória em 2004 no Paraná. Em 2008, foi integrado aos profissionais do Paraná.

### Rio Branco-PR
Em 18 de dezembro de 2013, foi anunciado como novo reforço do Rio Branco-PR ao lado dos meias Dudu e Bismarck.

### Caxias
Em 10 de dezembro de 2014, foi apresentado oficialmente no Caxias para a temporada de 2015 ao lado do lateral André Luiz.

### Guarani de Palhoça
Em 2016, foi contratado pelo Guarani de Palhoça. Mesmo se destacando na equipe, o seu clube não conseguiu evitar o rebaixamento no Campeonato Catarinense.

### Figueirense
Após se destacar jogando no Guarani de Palhoça, Thiago Rodrigues foi contratado pelo Figueirense em 2016.

### Retorno ao Paraná Clube
Em 23 de janeiro de 2018, após sua passagem pelo Figueirense, foi anunciado como novo reforço do Paraná Clube, voltando ao clube que o revelou.
Paraná Clube enfrentando uma grave crise financeira, anunciou a saída do goleiro Thiago Rodrigues destaque do clube em 2019.

### CSA
Em 2020, foi contratado pelo CSA.
Em 2021, sem um acordo salarial, o atleta decidiu não renovar com o CSA.

### Vasco da Gama
Em 17 de dezembro de 2021, foi contratado pelo Vasco da Gama.
Em uma partida na Série B entre Vasco e Grêmio, o goleiro protagonizou uma falha bizarra o que gerou o gol do Grêmio e consequentemente a derrota do Vasco na partida.
Titular absoluto durante todo o ano de 2022, teve seus altos e baixos durante a temporada, no entanto Thiago Rodrigues juntamente com o elenco do Vasco da Gama, conseguiu êxito no objetivo de levar o clube à Série A do ano seguinte. Na partida decisiva do acesso entre Vasco e Ituano, que rendeu o nome de Batalha de Itu, Thiago foi eleito o melhor da partida por realizar ao menos 3 defesas espetaculares, o que impediu a equipe paulista de conseguir a virada.
Em 1 de março de 2023, após perder espaço no elenco, a diretoria do Vasco da Gama anunciou sua saída. Ao todo, o goleiro atuou em 50 jogos na temporada 2022.

### Vitória
Em 02 de março de 2023, após a sua saída do Vasco da Gama, foi contratado pelo Vitória.
Em 12 de dezembro de 2023, seu procurador Benjamin Rodrigues divulgou que o atleta não continuaria no Vitória. O acordo foi feito em comum acordo entre as partes. Reserva durante toda a sua passagem no clube, o goleiro atuou apenas em dois jogos, todos válidos pelo Campeonato Brasileiro Série B.

### Goiás
Em 17 de janeiro de 2024, foi anunciado pelo Goiás como novo reforço da equipe. O atleta chega para ser o reserva de Tadeu, goleiro titular, e disputar posição com Ezequiel, segundo goleiro.
Em 28 de dezembro de 2024, mesmo sem atuar na temporada, a diretoria do Goiás renovou seu contrato até o fim de 2025.
Em 2025, o goleiro teve sua primeira oportunidade como titular da equipe, na vitória por 2 a 0 contra o União Rondonopólis, válido pelas quartas de final da Copa Verde.

## Títulos
Paraná Clube
- Campeonato Paranaense Série B: 2012[22]

CSA
- Campeonato Alagoano: 2021[23]

Vitória
- Campeonato Brasileiro - Série B: 2023[24]